# Eburodacrys guttata
Eburodacrys guttata es una especie de escarabajo longicornio del género Eburodacrys, tribu Eburiini, subfamilia Cerambycinae. Fue descrita científicamente por Martins & Galileo en 2005.

## Descripción
Mide 16,9-17,9 milímetros de longitud.

## Distribución
Se distribuye por Colombia.